# Monneus longiventris
Monneus longiventris är en skalbaggsart som beskrevs av Magno 2001. Monneus longiventris ingår i släktet Monneus och familjen långhorningar. Inga underarter finns listade i Catalogue of Life.